# Marie-Hélène Lentini
Pour les articles homonymes, voir Lentini (homonymie).
Marie-Hélène Lentini est une actrice française, née à Perpignan.

## Biographie
Originaire de Perpignan, elle a déménagé à Paris à 22 ans, pour prendre des cours de théâtre.
Elle a joué le rôle d'Anne-Marie Truche dans la série télévisée Pep's.
Plus local, Marie-Hélène Lentini est très attachée à la ville de Houilles, notamment depuis 1994. Récemment, elle y était animatrice à la braderie de Houilles, bénévole chargée des relations avec les marraines et parrains de la Corrida pédestre internationale, ainsi que metteuse en scène pour le spectacle du Sport en fête, et ce depuis dix ans.
Lors de la campagne 2020 pour les municipales en France, Marie-Hélène Lentini s'engage en politique, mais à sa façon. Elle n'est pas membre d'un parti politique, mais rejoint le maire sortant, Alexandre Joly, pour participer à sa campagne. Elle participe aux tractages.

« Je le soutiens en tant que citoyenne et je suis d’accord avec l’homme sur sa gestion de la ville. »

Elle participe au motif que des choses ont été mises en place « par l'équipe municipale actuelle ». Elle déclare notamment que Houilles est « une des villes les plus attractives de la proche banlieue parisienne et elle doit le rester ».
Pour ces pubs "Bordeaux Chesnel", elle révèle avoir touché entre 20 000 et 50 000 euros.
Pour elle, il y a une différence entre le théâtre et le cinéma. Pour le cinéma, il faut avoir un budget assez conséquent, alors que le théâtre, il n'est nécessaire que d'avoir un budget minimum permettant de mettre en route la pièce. Elle donne son avis sur ce qui fait un bon comédien de théâtre (une bonne comédienne) : « la sincérité » et « Savoir où on en est et surtout ne pas se prendre au sérieux ».

## Filmographie

### Cinéma
- 1986 : Mon beau-frère a tué ma sœur
- 1995 : Homo-Automobilis (court-métrage)
- 1998 : La voie est libre : La collègue de Diane
- 1998 : Facile (court-métrage)
- 1999 : Les Petits Souliers (court-métrage) : La gouvernante
- 2001 : Vertiges de l'amour : Dominique
- 2002 : Monsieur Batignole : Madame Taillepied
- 2002 : Saturday night frayeur (court-métrage) : Tara
- 2005 : Un vrai bonheur, le film : Yvonne
- 2008 : Ça se soigne ? : Sandra
- 2009 : Rose et Noir : Femme défilé
- 2012 : Les Hommes à lunettes
- 2012 : Lapse (court-métrage) : Danielle
- 2018 : Artem silendi (court-métrage) : Sœur Marie-Hélène
- 2019 : Qu'est-ce qu'on a encore fait au Bon Dieu ? : Guylaine Monfau, la metteuse en scène au théâtre de Saumur
- 2022 : Qu'est-ce qu'on a tous fait au Bon Dieu ? : Guylaine Monfau, la metteuse en scène au théâtre de Saumur
- 2024 : Finalement de Claude Lelouch : Madame Barbier
- 2025 : Les Bodin's partent en vrille de Frédéric Forestier : Madeleine Brocart de la Batte

### Télévision
- 1996 : Sans mentir (Téléfilm) : Anne
- 2001 : La Juge Beaulieu (Téléfilm) : Élodie
- 2001 : Un citronnier pour deux (Téléfilm) : Mona
- 2002 : Une autre femme (Téléfilm) : Carine
- 2003 : Docteur Claire Bellac (2 épisodes) : Michèle
- 2004 : Faites le 15 (Téléfilm) : Martine
- 2004-08 : Père et Maire (2 épisodes) : La juge
- 2005 : Mademoiselle Navarro (Téléfilm) : Mademoiselle Rame
- 2005 : Le détective: Contre-enquête (Téléfilm) : Marinette
- 2005 : Mademoiselle Joubert (1 épisode) : Josette
- 2006 : Marie Besnard, l'empoisonneuse (Téléfilm) : Madame Rossignol
- 2006 : SOS 18 (1 épisode) : Madame Pallicot
- 2007 : La Taupe (Téléfilm) : La chirurgienne
- 2009 : Central Nuit (1 épisode) : Madame Rival
- 2009 : La vie est à nous (1 épisode) : La mère de Marion
- 2009 : RIS police scientifique (1 épisode) : Membre commission 1
- 2011 : Le Choix d'Adèle (Téléfilm) : Josiane
- 2011 : Fais pas ci, fais pas ça (2 épisodes) : Madame Descato
- 2012 : La Méthode Claire (Téléfilm) : Juge aux Affaires Familiales
- 2012-13 : Scènes de ménages (2 épisodes) : Madame Pinot
- 2013-15 : Pep's : Anne-Marie Truche
- 2014 : Les tourtereaux divorcent (Téléfilm) : Odette Chapuis
- 2015 : Joséphine, ange gardien (1 épisode) : Hélène Fabriski, l'inspectrice vétérinaire
- 2015 : Boulevard du Palais (1 épisode) : Madame Lafleur
- 2019 : Access (1 épisode) : Ouvreuse
- 2020 : Dix pour cent (saison 4, épisode 1) : La couturière du magasin de robes
- 2024 : R.I.P. Aimons-nous vivants ! de Frédéric Berthe : Louison
- 2024 : Tom et Lola (série) : Baya
- 2025 : Demain nous appartient (série) : Viviane Roussel (saison 8)

+ diverses publicités

## Théâtre
- 2003 : Un vrai bonheur de Didier Caron, Théâtre Fontaine et Théâtre Hébertot
- 2007 : Un vrai bonheur 2 de Didier Caron, Théâtre Rive Gauche
- 2009 : La Cage aux folles de Jean Poiret, Théâtre de la Porte Saint-Martin
- 2013 : Des pieds et des mains mise en scène d'Arthur Jugnot et David Roussel, Théâtre Fontaine
- 2014 - 2016 : Coiffure et confidences de Robert Harling, mise en scène Dominique Guillo, Théâtre Michel et tournée
- 2015 : Fleur de cactus de Pierre Barillet et Jean-Pierre Grédy, mise en scène Michel Fau, Théâtre Antoine
- 2017 : Tous nos vœux de bonheur ! de Marilyne Bal, mise en scène Jean-Philippe Azéma, tournée
- 2017 : Poisson et petits pois ! de Ana-Maria Bamberger, mise en scène Slimane Kacioui et Aliocha Itovich, Festival d'Avignon off
- 2018 : Aux deux colombes de Sacha Guitry, mise en scène Thomas Le Douarec, festival off d'Avignon
- 2020 : Aux deux colombes de Sacha Guitry, mise en scène Thomas Le Douarec, théâtre du Ranelagh
- 2020 : Une chance insolente d'Olivier Lejeune, mise en scène de l'auteur, tournée
- 2021 - 2022 : Boeing Boeing de Marc Camoletti, mise en scène Philippe Hersen, tournée
- 2023 : Embrasse ta mère de Karine Dubernet, mise en scène Michel Fau, Théâtre du Point-Virgule
- 2025 : Ma famille en or de Joseph Gallet, Elodie Wallace  , mise en scène Anne Bouvier, festival off d'Avignon, théâtre des Gémeaux